# Arráncame la vida
Arráncame la vida é um filme de drama mexicano de 2008 dirigido e escrito por Roberto Sneider. Foi selecionado como representante do México à edição do Oscar 2009, organizada pela Academia de Artes e Ciências Cinematográficas.

## Elenco
- Ana Claudia Talancón - Catalina Guzmán
- Daniel Giménez Cacho - Andres Ascencio
- José María de Tavira - Carlos Vives
- Mariana Peñalva - Mercedes
- Irene Azuela - Bárbara
- Delia Casanova - Julia
- Camila Sodi - Lilia Ascencio
- Danna Paola - Lilia Ascencio (12 anos)